# يوشيكو اوكادا
يوشيكو اوكادا (باليابانية: 岡田嘉子؛ بالكانا: おかだ　よしこ) هي ممثلة روسية ويابانية (وحملت سابقاً جنسية الاتحاد السوفيتي)، ولدت في 21 أبريل 1902 في هيروشيما في اليابان، وتوفيت في 10 فبراير 1992 في موسكو في روسيا.

## وصلات خارجية
- يوشيكو اوكادا على موقع IMDb (الإنجليزية)
- يوشيكو اوكادا على موقع روتن توميتوز (الإنجليزية)
- يوشيكو اوكادا على موقع ألو سيني (الفرنسية)
- يوشيكو اوكادا على موقع قاعدة بيانات الفيلم (الإنجليزية)